# Вакулово (Ярославская область)
Вакулово — деревня в Благовещенском сельском поселении Большесельского района Ярославской области.
Деревня Вакулова указана на плане Генерального межевания Рыбинского уезда 1798 года.

## Население
По данным статистического сборника «Сельские населенные пункты Ярославской области на 1 января 2007 года», в деревне Вакулово проживает 16 человек. По топокарте на 1981 год в деревне проживало 0,03 тыс. человек.

## География
Деревня расположена на севере района, она стоит на левом, западном берегу безымянного ручья, левого притока реки Черёмухи, устье которого находится в 1 км к северу от деревни. Выше по течению этот ручей переходит в мелиоративные канавы, охватывающие Гостиловское болото, находящееся к юго-востоку от Вакулово. На северной окраине деревни ручей пересекает дорога, следующая из Нового Гостилово по левому берегу Черёмухи на Головинское и далее на Рыбинск, связывающая многие населённые пункты на реке. Между Вакулово и Новым Гостилово на этой дороге стоит деревня Анкудимово, удалённая на 1 км к востоку. Ближайшая деревня в противоположную сторону Большое Семенково находится примерно в 1 км к северо-западу. Вакулово стоит в юго-восточной части обширного поля, протянувшегося примерно на 5 км с запада на восток и на 4 км с севера на юг, на котором находится множество деревень Чудиновского сельского округа. Ближайшая из этих деревень Михеево практически примыкает к Вакулово с запада. К юго-востоку от деревни за небольшим заболоченным лесом расположено Гостиловское болото, в южном направлении, также за небольшим лесом Дуниловское болото. К северо-востоку по берегу Черёмухи небольшие леса.